# París-Roubaix 1983
La 81.ª edición de la París-Roubaix tuvo lugar el 10 de abril de 1983 y fue ganada por el neerlandés Hennie Kuiper. La prueba contó con 274 kilómetros.

## Clasificación final

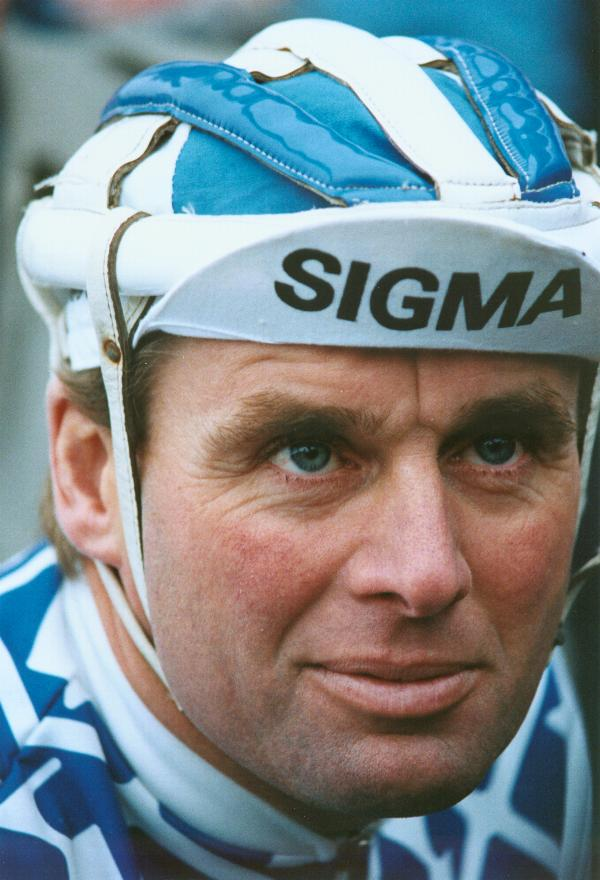
Hennie Kuiper ganador de esta edición

| Posición | Ciclista                | Equipo                           | Tiempo     |
| -------- | ----------------------- | -------------------------------- | ---------- |
| 1        | Hennie Kuiper           | Jacky Aernoudt-Rossin-Campagnolo | 6h 47' 51" |
| 2        | Gilbert Duclos-Lassalle | Peugeot-Shell-Michelin           | + 1' 15"   |
| 3        | Francesco Moser         | Gis-Campagnolo                   | m. t.      |
| 4        | Ronan de Meyer          | Boule d'Or-Colnago               | m. t.      |
| 5        | Marc Madiot             | Renault-Elf-Gitane               | m. t.      |
| 6        | Adrie van der Poel      | Jacky Aernoudt-Rossin-Campagnolo | + 5' 59"   |
| 7        | Patrick Versluys        | Euro Shop-Splendor               | m. t.      |
| 8        | Frank Hoste             | Europ Decor-Dries-Eddy Merckx    | + 7' 40"   |
| 9        | Eddy Planckaert         | Euro Shop-Splendor               | m. t.      |
| 10       | Alain Bondue            | La Redoute-Motobecane            | + 8' 40"   |